# Уэт-Следдейл
Уэт-Следдейл (англ. Wet Sleddale) — водохранилище, располагающееся к югу от деревни Шап в графстве Камбрия на северо-западе Англии. Находится на территории национального парка Озёрный край.

## Географические сведения
Водохранилище треугольной формы позволяющее хранить 2300 миллионов литров воды, было создано путём строительства плотины через реку Следдейл Бек (англ. Sleddale Beck), чтобы обеспечивать Манчестер водой. Плотина водохранилища имеет 21 метр в высоту и 600 метров в длину. Полученная вода транспортируется в водохранилище Хосуотер, в основном через туннели. Через плотину водохранилища вытекает река Лоутер. Manchester Corporation получила права на строительство ещё в 1919, однако началось оно лишь в 1960 году, а закончено было в 1966.